# 鬼怒川第一ホテル
鬼怒川第一ホテル（きぬがわだいいちほてる）は、栃木県日光市藤原に存在したホテル。1956年（昭和31年）にあさやホテルの支店として開業した後、1980年に「鬼怒川第一ホテル」と改名。2008年（平成20年）11月30日をもって閉館した。2022年現在建物は廃墟となっている。専用駐車場は鬼怒川温泉駅方向に約800m南下した線路の反対側にあった。駐車場は現在、鬼怒川プラザホテルの第3駐車場となっている。

## 歴史

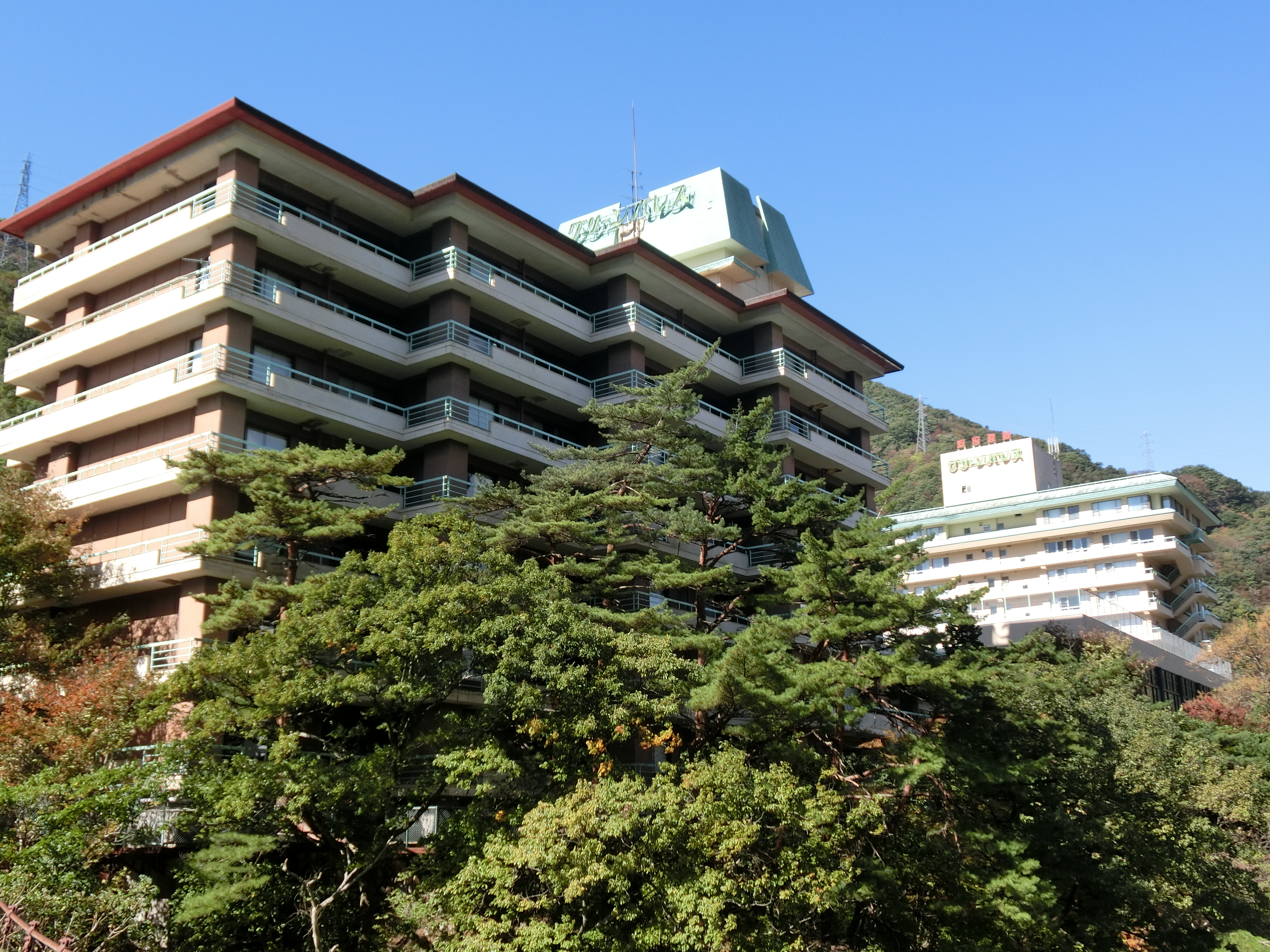
第一ホテル閉館と同時に伊藤園へ運営譲渡された「鬼怒川グリーンパレス」

あさやホテルの支店として1956年に開業した。当時は、｢鬼怒の八湯｣と呼ばれる八つの温泉が人気であった。また、食事にはグリーンヒルホテル神戸のビーフシチューの提供等も行っていた。
2006年11月には、鬼怒川第一ホテルと奥日光高原ホテルで、ノロウイルスが原因と見られる集団食中毒が発生し、栃木県生活衛生課は、11月21日に両ホテルに営業禁止を命じた。11月13～16日に宿泊した群馬県内の団体30人のうち、18人が嘔吐や下痢の症状を訴えた。栃木県西健康福祉センターが調べたところ、13～17日の全宿泊客613人のうち63人が発症していた。
あさやホテル自体が2004年に産業再生機構を受けなければならないほど経営が厳しく、2008年12月1日に鬼怒川グリーンパレスは伊東園ホテルズに運営譲渡、鬼怒川第一ホテルは2008年11月30日をもって閉館。パートを含む従業員約30人は全員解雇となった。第一ホテルの閉館時の社長は八木澤文仁であった。2009年1月26日に運営していた第一商事株式会社は宇都宮地裁へ自己破産を申請。負債額は約3億9000万円であった。第一商事社は2018年11月30日付で清算されている。

## 鬼怒の八湯・清流風呂
使用していた源泉は｢湯の滝源泉｣であった。星のや旅館(2010年頃から閉館)の「宝の湯」源泉と湧出地の住所が同一で酷似していた。鬼怒の八湯と清流風呂は、朝と夜で男女入替え制になっていた。鬼怒の八湯は昼間は女性専用で、男性は清流風呂であった。
【鬼怒の八湯】
1. 温泉大浴場
2. オリーブの湯
3. 季節のかわり湯
4. 打たせ湯
5. ラジュームの湯
6. 歩行湯
7. サウナ
8. 鉄鉱泉

## 廃業後
ホテル廃業後、2012年1月に放送されたテレビアニメ『未来日記』第13話で、廃墟となった当ホテルの外観が忠実に描写された。2019年5月には、隣接するきぬ川館本店と合わせて、「巨大廃墟群」として「羽鳥慎一モーニングショー」（テレビ朝日系列）と「情報ライブ ミヤネ屋」（日本テレビ系列）で相次いで取り上げられた。2019年時点では既に閉館から10年以上が経過していたが入口には「歓迎」の看板が掲げられた状態のままであった。閉館した近隣の2つのホテル（鬼怒川観光ホテル東館、きぬ川館本店）とともに、地域では大きな問題となっていたが、日光市によれば解体には最低でも1棟2億円以上かかり、施設の下に位置する源泉や国道への影響も考えられるため慎重に調査が必要という状況であった。
2021年度より、日光市と宇都宮大学地域デザイン科学部建築都市デザイン学科が連携して、建物の解体等に関する共同研究を開始することとなった。しかしながら、複雑な権利関係や所有者の所在不明などから解体は困難な状況であるため、施設への不法侵入防止策を主眼に検討することとなり、2021年12月24日には日光市などにより、一帯の廃ホテル3軒に対して初めて立ち入り調査が実施され、危険箇所の確認がおこなわれた。内部は落書きや備品の破壊などの不法侵入跡やカビの大量発生、剥がれた壁などからアスベストが飛散し危険な状態だという。
2022年3月には、調査対象となっていた3棟のホテルに対し、不法侵入を防止するための開口部の封鎖等の応急対策が行われた。